# 芋けんぴは恋を呼ぶ
『芋けんぴは恋を呼ぶ』（いもけんぴはこいをよぶ）は、杉しっぽによる日本の漫画作品。『Sho-Comi』（小学館）2010年2号に読み切りとして掲載され、2013年10月25日発売の単行本『無理矢理ウエディング』に収録された。

## ストーリー
主人公・千崎和歌（せんざきわか）は芋けんぴが大好きな少女。しかし、いつも行っているコンビニでは連日芋けんぴが買い占められてしまっていた。我慢の限界を迎えそうになった和歌だったが、そこに買い占めた犯人を知っているという美少年・大沢ゴン太（おおさわごんた）が現れ、買い占め犯を一緒に捜すことになった。張り込みを続けていると、歩きながら芋けんぴを食べている太った女性を発見。犯人だと勘違いした和歌は女性に食ってかかり、激昂した女性に芋けんぴを投げつけられてしまう。その際、和歌の髪には一本芋けんぴが引っかかっており、それに気付いたゴン太が芋けんぴを取ると和歌は照れた表情を浮かべた。
張り込み3日目になっても犯人は見つからず、ゴン太にも飽きられてしまった和歌は一人で犯人を探すことになる。夜も遅く、寒い中張り込む和歌は、ふとゴン太に話しかけようとするがそこにゴン太はいない。ゴン太の存在が必要不可欠だと気づいた和歌が涙を流したその時、コンビニから芋けんぴを買い占めて出てきた男性を見つける。和歌が話しかけるとその男性はゴン太だった。実は連日芋けんぴを買い占めていた犯人はゴン太であり、和歌の気を引くために起こした行動だった。
後日、ゴン太がコンビニに行くも新発売のガムが売り切れていた。コンビニから出ると和歌が待ち伏せしており、一緒に犯人を捜してあげると話す和歌。2人が笑う描写で物語が終わる。

## 登場人物
千崎和歌 (せんざきわか)
この作品の主人公である女子高生。芋けんぴが大好きで、馴染みのコンビニの芋けんぴを10年愛し続けている。ある時コンビニでゴン太と出会い、犯人捜しを協力してもらう。張り込みを続けているうちにだんだんゴン太のことを意識し始めるようになる。
大沢ゴン太 (おおさわごんた)
コンビニで和歌の前に突然現れた男子高校生。新商品には目がない新商品マニア。和歌に想いを寄せており、彼女の気を引くために芋けんぴを買い占めるようになる。

## 反響
本作が『Sho-Comi』に掲載された当時、作者自身あまり感触が良くなく、読者アンケートでも酷い結果になるなど、作者にとって見るのも辛い作品となっていた。

しかし、その後インターネット上で以下の場面を切り取った画像がツイッターなどを中心に広まり、多数のコラ画像や派生作品が投稿されるようになった。
特にゴン太の「芋けんぴ 髪に付いてたよ」というセリフや、有り得ない設定、シチュエーションが話題を集め、ネット上で爆発的人気を博した。
2013年（平成25年）10月25日には本作と他6作品を収録した単行本『無理矢理ウエディング』が発売された。紹介文では「近年のネット界をざわつかせた名作（？）」「ネットで1カットしか見ていないネットユーザー様、全てを読まずして“芋けんぴ”を語るなかれ」などと書かれており、編集にもネットでの人気が認知されている模様。
2015年（平成27年）12月9日放送の『今夜くらべてみました』では、出演者の中村涼子が「ネットで話題の少女マンガ」として紹介した。
2016年（平成28年）6月27日には、東急ハンズ渋谷店のツイッター公式アカウントが「『芋けんぴ、髪についてたよ☆(カリっ)』を完全再現しました」の文面と芋けんぴのヘアピンの画像を付けたツイートを投稿した。このツイートは瞬く間に拡散され、2.4万リツイート、1.8万いいねを獲得した。製作者であるしゃけによると、おやつに食べようと買った芋けんぴを床にぶちまけてしまい、それをUVレジン加工して作ったという。なお、この芋けんぴのヘアピンは製作者の自作であるため、実際に商品として販売されたわけではない。

## 他作品におけるパロディ
多数の作品でパロディがなされているが、下記ではその一例を記述する。
- 漫画『食戟のソーマ』の276話「勃発!?恋愛バトル」では、鈴木（朝陽）がえりなの髪に付いていたチータラを取るシーンが描かれた[6]。
- スピンオフ作品『かぐや様は告らせたい 同人版』の10話「伊井野ミコは夢を見たい」では、伊井野の髪に付いていたぬれ煎餅を藤原が取るシーンが描かれた[7]。
- ゲーム『アリス・ギア・アイギス』では、報酬として頭部に付ける芋けんぴの装飾品が手に入るミッションがある。
- 映画『劇場版 おっさんずラブ 〜LOVE or DEAD〜』では、春田の髪に付いていた金平ゴボウを牧が取るシーンがある。

## 『無理矢理ウエディング』
『無理矢理ウエディング』（むりやりウエディング）は、表題作を始めとした『Sho-Comi』掲載の杉しっぽによる読み切り作品を収録したコミックス。2013年10月25日（電子書籍版は2014年3月10日）に小学館より発売された。

### 収録作品
- 無理矢理♥ウエディング
- アイドルが毎晩部屋に侵入してくる。
- 吸愛VAMP!!
- ネコミミはやめられないっ★
- 芋けんぴは恋を呼ぶ
- お兄ちゃんは辛抱中
- 無理矢理♥ウエディング ～番外編～ 鬼嫁上等!!

### 書籍情報
- 杉しっぽ『無理矢理ウエディング』 小学館〈フラワーコミックス〉2013年10月25日発売、ISBN 978-4-09-135624-6